# Bahnhof Quedlinburg
Der Bahnhof Quedlinburg wurde 1862 als Durchgangsbahnhof am südlichen Rand der Stadt Quedlinburg gebaut. Das neugotische Empfangsgebäude von 1862 steht zusammen mit den anderen Anlagen des nahezu geschlossenen gründerzeitlichen Ensembles unter Denkmalschutz.
Seit der Umspurung der ehemals normalspurigen Strecke nach Frose im Jahr 2006 im Abschnitt Quedlinburg–Gernrode ist er Anschlussbahnhof der meterspurigen Strecke der Selketalbahn an die normalspurige durchgehende Strecke Halberstadt–Thale. Von 1908 bis 1969 gab es darüber hinaus noch die Strecke nach Blankenburg, die sogenannte Quäke.
Von den vier weiteren ehemaligen Quedlinburger Bahnhöfen oder Haltepunkten ist nur noch der Bedarfshalt Quedlinburg-Quarmbeck vorhanden.
Der Bahnhof wird seit Frühjahr 2020 umfangreich saniert und barrierefrei mit zwei Aufzügen und neuem Tunnel zum Bahnsteiggleis 2 und 3 umgebaut. Die Bauarbeiten sollten bis Ende 2022 abgeschlossen sein, was allerdings mit Stand Dezember 2024 noch nicht der Fall war.

## Lage

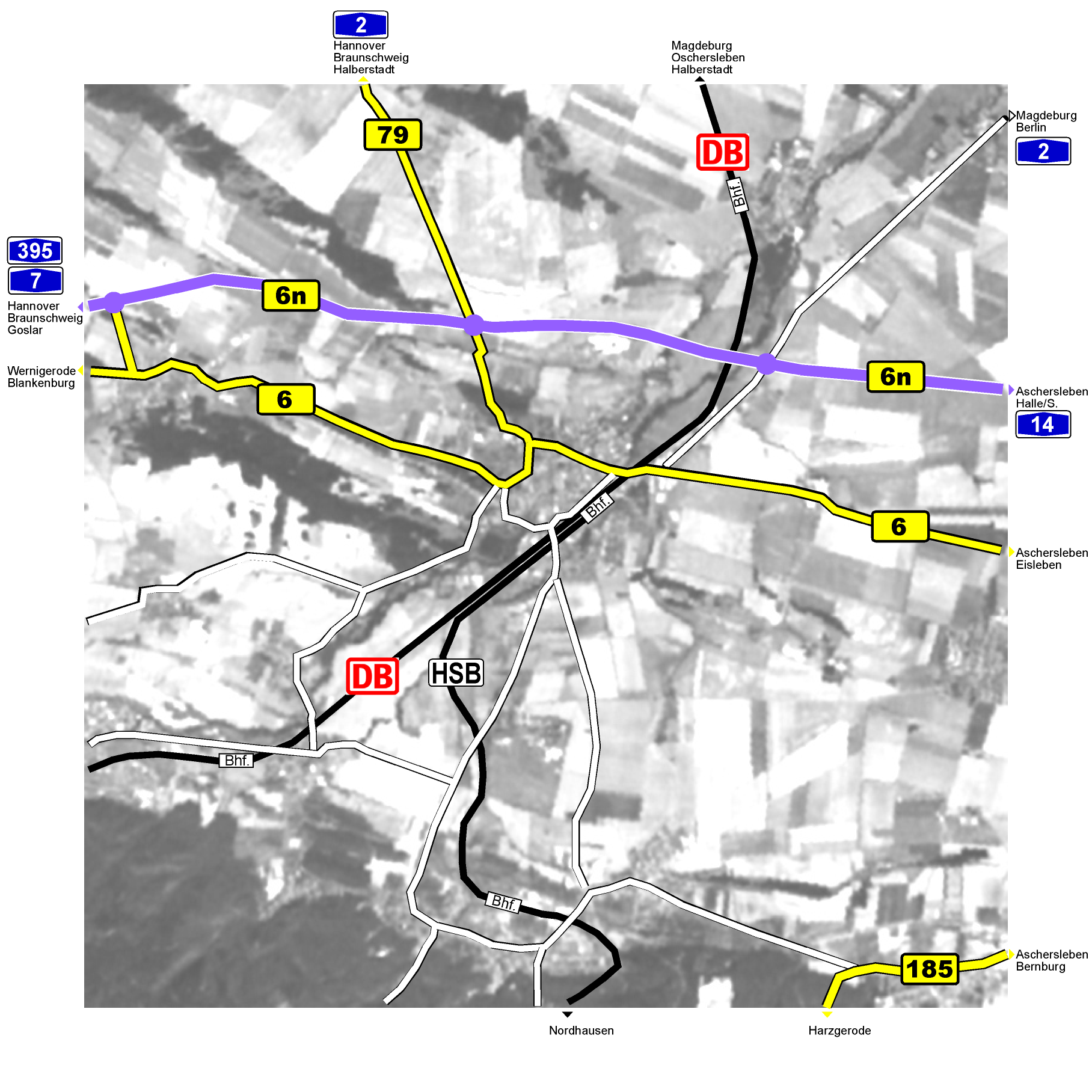
Lage in Quedlinburg

Der Bahnhof liegt auf der östlichen Seite der Bode etwa 850 Meter vom Marktplatz des historischen Stadtkerns entfernt. Dem Bahnhof sind zwei Plätze vorgelagert: der Bahnhofsplatz und der Friedrich-Ebert-Platz. Mit der Stadt verbunden wird der Bahnhof über die Bahnhofsbrücke, die nach einem verheerenden Hochwasser im Jahre 1925 neu erbaut und Ende der 1990er Jahre saniert wurde. Mit den angrenzenden Straßen Rathenaustraße und Harzweg ist der Bahnhof am Quedlinburger Ring gelegen. Rückseitig an den Bahnhof angelagert und damit mit Anschluss an den Güterbahnhof lagen zahlreiche Metall- und Industriebetriebe im Klopstockweg. So nutzten unter anderem Firmen wie die Walzengießerei den Anschluss an das Gleisnetz. Mit dem Wegbruch der Industrie Anfang der 1990er Jahre sank das Güteraufkommen, so dass der Güterbahnhof aufgegeben wurde. An dessen Stelle steht heutzutage der Mitarbeiterparkplatz des Finanzamtes sowie ein Park-and-ride-Parkplatz für Fahrräder, PKWs und Busse mitsamt einer Erschließungsstraße von Fracht- und Stresemannstraße aus. Der Gebäudekomplex der ehemaligen Firma Mertik Maxitrol wurde zum Finanzamt des Landkreises Harz saniert und umgebaut.
| \| \| \| von Halberstadt \| \| \| \| \| Anschluss Mitteldeutsche Baustoffe GmbH \| \| \| \| \| Anschluss Groß Orden \| \| \| \| \| Anschl. Magdeburger Straße \| \| \| \| \| ex B 6, BÜ Magdeburger Straße \| \| \| \| \| BÜ Badeborner Weg \| \| \| \| \| Anschluss Stadtwerke \| \| \| \| \| zum Güterbahnhof \| \| \| \| \| Frachtstraße \| \| \| \| \| Stellwerk Qof (ehem. Qo) \| \| \| \| \| Anschluss Gaswerke \| \| \| \| \| Abstellgleis / Güterbahnhof \| \| \| \| \| ehem. Ende Strecke von Frose \| \| \| \| \| Ende der Selketalbahn \| \| \| \| \| Quedlinburg \| \| \| \| \| ehem. Beginn Quäke / Abstellgleis HSB \| \| \| \| \| Stellwerk Qmf \| \| \| \| \| BÜ Stresemannstraße \| \| \| \| \| Industrieanschluss \| \| \| \| \| \| \| \| \| \| Anschluss Firma Mette \| \| \| \| \| BÜ Albert-Schweitzer-Straße \| \| \| \| \| Industrieanschlüsse \| \| \| \| \| BÜ Gernröder Weg \| \| \| \| \| Stellwerk Qw \| \| \| \| \| Quedlinburg-West \| \| \| \| \| BÜ Neinstedter Feldweg \| \| \| \| \| Anschluss Waggonfabrik \| \| \| \| \| nach Blankenburg und Thale Bodetal \| \| \| \| \| nach Gernrode \| \| \| \| \| nach Thale Hbf \| \| |  |                                         |                                         |
| Strecke |  | von Halberstadt                         | von Halberstadt                         |
| Abzweig geradeaus und nach links |  | Anschluss Mitteldeutsche Baustoffe GmbH | Anschluss Mitteldeutsche Baustoffe GmbH |
| Abzweig geradeaus und ehemals von links |  | Anschluss Groß Orden                    | Anschluss Groß Orden                    |
| Abzweig geradeaus und ehemals von links |  | Anschl. Magdeburger Straße              | Anschl. Magdeburger Straße              |
| Bahnübergang |  | ex B 6, BÜ Magdeburger Straße           | ex B 6, BÜ Magdeburger Straße           |
| Bahnübergang |  | BÜ Badeborner Weg                       | BÜ Badeborner Weg                       |
| Abzweig geradeaus und ehemals von links |  | Anschluss Stadtwerke                    | Anschluss Stadtwerke                    |
| Abzweig geradeaus und ehemals nach links · Strecke von rechts (außer Betrieb) |  | zum Güterbahnhof                        | zum Güterbahnhof                        |
| Bahnübergang · Bahnübergang (Strecke außer Betrieb) |  | Frachtstraße                            | Frachtstraße                            |
| Blockstelle · Strecke (außer Betrieb) |  | Stellwerk Qof (ehem. Qo)                | Stellwerk Qof (ehem. Qo)                |
| Abzweig geradeaus und ehemals nach rechts · Strecke (außer Betrieb) |  | Anschluss Gaswerke                      | Anschluss Gaswerke                      |
| Abzweig geradeaus und ehemals nach rechts · Strecke nach links (außer Betrieb) |  | Abstellgleis / Güterbahnhof             | Abstellgleis / Güterbahnhof             |
| Abzweig geradeaus und ehemals nach links · Strecke von rechts (außer Betrieb) |  | ehem. Ende Strecke von Frose            | ehem. Ende Strecke von Frose            |
| |  | Ende der Selketalbahn                   |                                         |
| |  | Quedlinburg                             |                                         |
| Strecke · Abzweig geradeaus und von links |  | ehem. Beginn Quäke / Abstellgleis HSB   | ehem. Beginn Quäke / Abstellgleis HSB   |
| ehemalige Blockstelle · Strecke |  | Stellwerk Qmf                           | Stellwerk Qmf                           |
| Bahnübergang (Strecke außer Betrieb) · Bahnübergang · Bahnübergang |  | BÜ Stresemannstraße                     | BÜ Stresemannstraße                     |
| Abzweig geradeaus und nach rechts (Strecke außer Betrieb) · Abzweig geradeaus und ehemals von links · Abzweig geradeaus und ehemals nach rechts |  | Industrieanschluss                      | Industrieanschluss                      |
| Abzweig geradeaus und von links (Strecke außer Betrieb) · Abzweig geradeaus und ehemals nach rechts · Strecke |  |                                         |                                         |
| Abzweig geradeaus und nach rechts (Strecke außer Betrieb) · Strecke · Strecke |  | Anschluss Firma Mette                   | Anschluss Firma Mette                   |
| Bahnübergang (Strecke außer Betrieb) · Bahnübergang · Bahnübergang |  | BÜ Albert-Schweitzer-Straße             | BÜ Albert-Schweitzer-Straße             |
| Abzweig geradeaus und nach rechts (Strecke außer Betrieb) · Strecke · Abzweig geradeaus und ehemals von links |  | Industrieanschlüsse                     | Industrieanschlüsse                     |
| Bahnübergang (Strecke außer Betrieb) · Bahnübergang · Bahnübergang |  | BÜ Gernröder Weg                        | BÜ Gernröder Weg                        |
| Blockstelle (Strecke außer Betrieb) · ehemalige Blockstelle · ehemalige Blockstelle |  | Stellwerk Qw                            | Stellwerk Qw                            |
| Haltepunkt / Haltestelle (Strecke außer Betrieb) · Strecke · Strecke |  | Quedlinburg-West                        | Quedlinburg-West                        |
| Bahnübergang (Strecke außer Betrieb) · Bahnübergang · Bahnübergang |  | BÜ Neinstedter Feldweg                  | BÜ Neinstedter Feldweg                  |
| Abzweig geradeaus und nach rechts (Strecke außer Betrieb) · Strecke · Strecke |  | Anschluss Waggonfabrik                  | Anschluss Waggonfabrik                  |
| Strecke nach rechts (außer Betrieb) · Strecke · Strecke |  | nach Blankenburg und Thale Bodetal      | nach Blankenburg und Thale Bodetal      |
| Strecke · Strecke nach links |  | nach Gernrode                           | nach Gernrode                           |
| Strecke |  | nach Thale Hbf                          | nach Thale Hbf                          |

## Geschichte

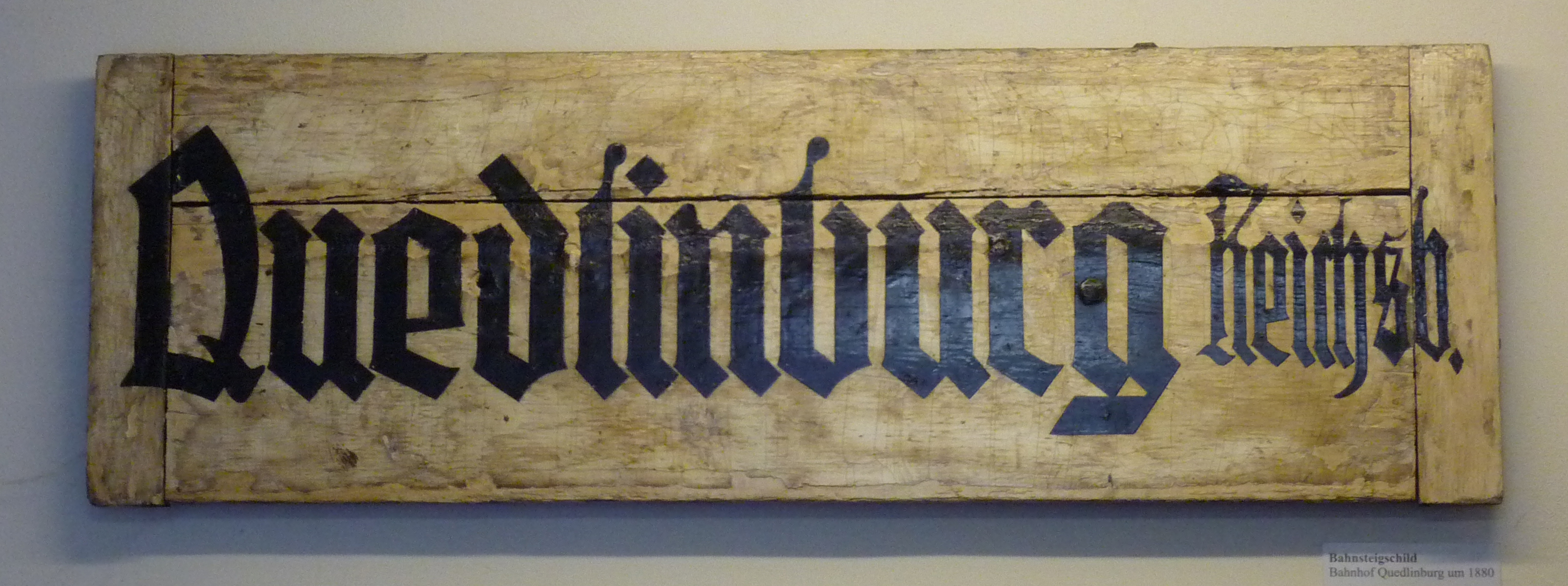
Historisches Bahnhofsschild von Quedlinburg

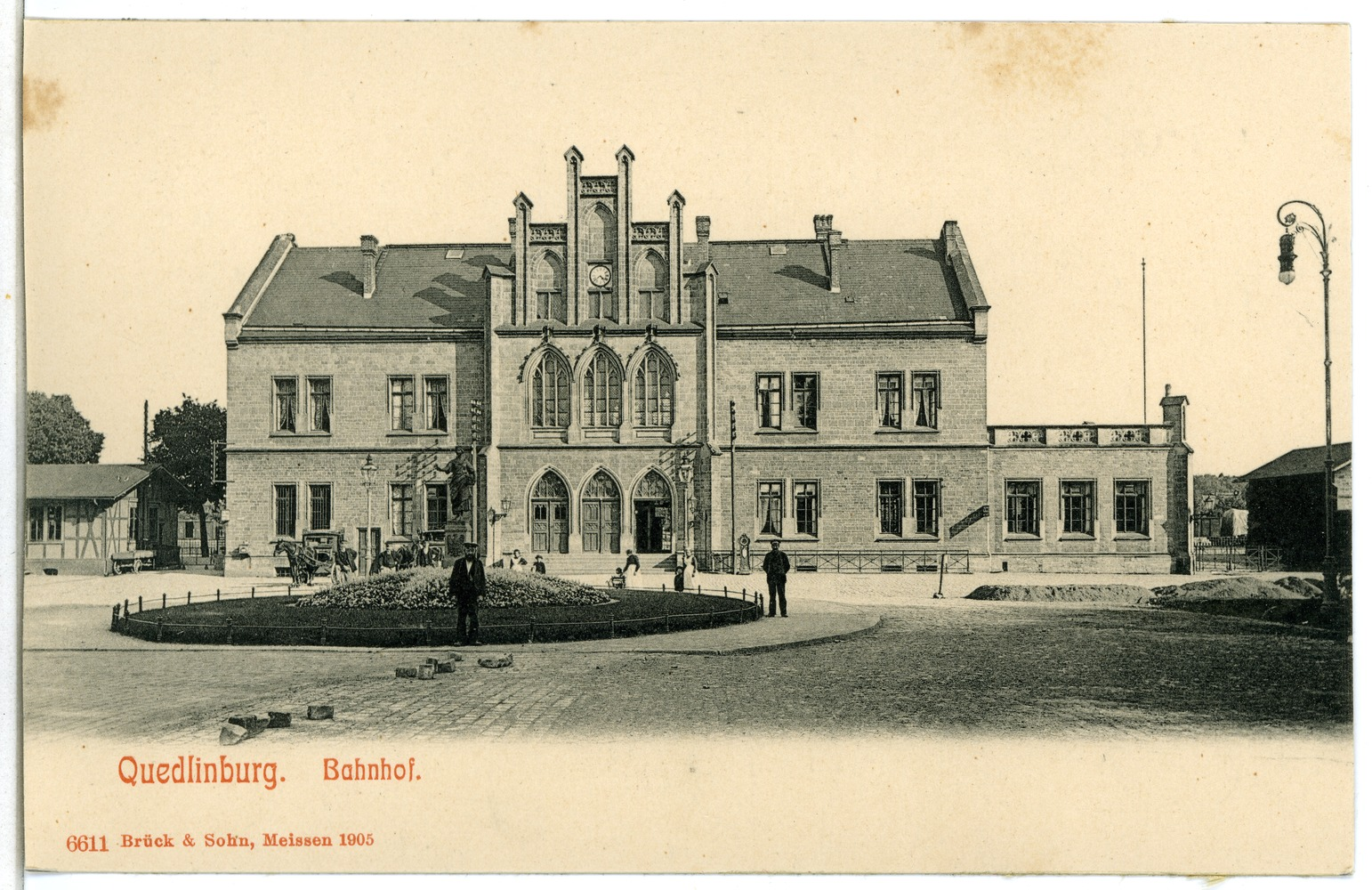
Bahnhof im Jahr 1905

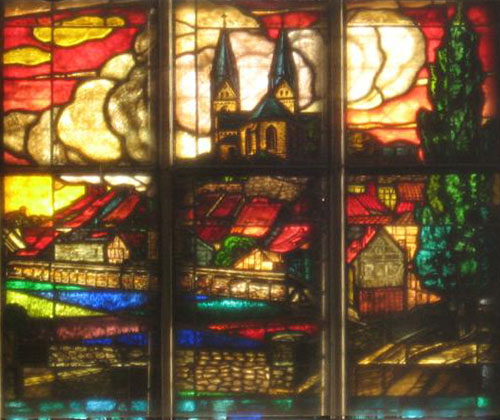
Detailansicht der Fenster der Bahnhofshalle mit den alten Türmen der Stiftskirche

Der Bahnhof wurde am 2. Juli 1862 mit der Bahnstrecke von Halberstadt nach Thale eröffnet. Das Empfangsgebäude und weitere Bauten stammen aus der Eröffnungszeit. Im Bereich der Bahn siedelten sich in den folgenden Jahren eine Reihe von Industriefirmen an. 1885 wurde Quedlinburg mit der Eröffnung der Strecke nach Gernrode und Ballenstedt zu einem kleinen Bahnknoten. 1908 wurde die Bahnstrecke nach Blankenburg eröffnet. Um die Züge aufnehmen zu können, musste der Bahnhof umgebaut werden. Beim Umbau entstand der neue Bahnsteig 1 West und ein neuer Wasserturm.
Der Quedlinburger Bahnhof hatte zudem in nicht friedlichen Zeiten eine bedeutende Rolle. Während des Ersten Weltkriegs diente der Quedlinburger Bahnhof dem Transport von Kriegsgefangenen, die vom oder zum Kriegsgefangenenlager auf dem Ritteranger, zwei Kilometer nordwestlich von Quedlinburg transportiert wurden. Die ersten Gefangenen erreichten Quedlinburg am 24. September 1914. Im März 1920, während des Kapp-Putsches, war das Bahngelände schwer umkämpft. Davon zeugt erhaltenes Bildmaterial der zerschossenen Bahnhofstunnel, ohne dass die Kampfhandlungen im Einzelnen bekannt wären.
Kurz vor dem Ende des Zweiten Weltkriegs wurde seitens der Alliierten vermutet, dass über den Bahnhof Quedlinburg V2-Waffen abtransportiert werden. Jedoch blieb die geplante Bombardierung aus, ebenso wie für den Rest der Stadt. Hintergrund für diese Vermutung ist eine Fabrik in Nordhausen, wo V2-Waffen hergestellt wurden. Diese gehörte zum KZ Dora-Mittelbau, von dem im September 1944 Außenstellen unter anderem in Quedlinburg und Traunstein errichtet wurden. Daher wurde irrtümlicherweise angenommen, dass in Quedlinburg solch eine Produktionsstätte existiert, jedoch hatten diese Außenstellen keinen Bezug zur V-Waffen-Produktion und -Reparatur. Trotzdem stand im April 1945 tatsächlich ein Güterzug mit Einzelteilen der V2 auf einem Nebengleis bei den Gaswerken. Die Ingenieure Rössler und Bühring haben diesen Zug am 10. April in die Nähe von Ditfurt gebracht, wo ihn amerikanische Einheiten übernahmen.
1969 wurde der Personenverkehr auf der Bahnstrecke nach Blankenburg eingestellt. Bis 1993 wurden noch Anschlüsse im Stadtgebiet bedient.
Bis 1988 wurden die Personenzüge mit Dampfloks gefahren.
Als Anfang der 1990er Jahre die Metallindustrie am Bahnhofsgelände Quedlinburg wegbrach, sank die Bedeutung des Güter- und Rangierbahnhofes. Daher wurde dieser teilweise stillgelegt. Erste Gleise wurden bereits Mitte der 1990er Jahre abgebaut, um Erweiterungen einer Firma in der Stresemannstraße ermöglichen zu können. Bei Sanierungen der Deutschen Bahn des Gleiskörpers der durchgehenden Strecke Magdeburg–Thale wurden die Gleisanschlüsse in Richtung Magdeburger Straße gekappt und die Strecke bereits vor dem Bahnübergang Badeborner Weg wieder eingleisig. Gleichzeitig verbunden war damit der Umbau der Signaltechnik.

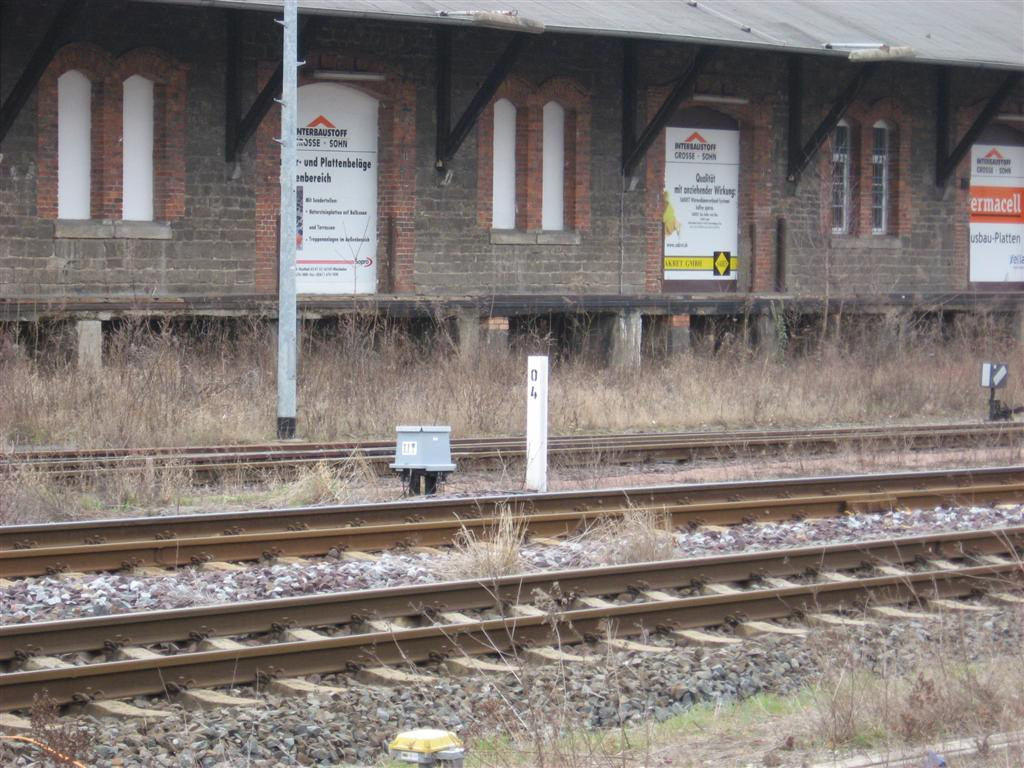
Kilometerstein der Harzer Schmalspurbahn, im Hintergrund ein erhaltenes Gebäude des Güterbahnhofes

Im Dezember 2003 wurde vom Verkehrsminister des Landes Sachsen-Anhalt, Karl-Heinz Daehre, eine Vereinbarung mit den Harzer Schmalspurbahnen GmbH zum Anschluss der Selketalbahn an Quedlinburg und einem entsprechenden Projekt des Bahnhofes Quedlinburg unterzeichnet. Mit dem Umbau des südöstlichen Bahnhofsgeländes durch die Harzer Schmalspurbahnen verschwanden die letzten Gleiskörper des ehemaligen Güterbahnhofes Quedlinburg. Anstelle dessen findet sich heute ein Parkplatz für Fahrräder, PKW und Busse. Von diesem wurde auch ein barrierefreier Übergang zum Mittelbahnsteig geschaffen. Davor war nur der Zugang durch den Tunnel möglich. Der 182 Meter lange Mittelbahnsteig wurde 2007 in drei Monaten saniert und im Juni 2007 übergeben. Insgesamt 450.000 € wurden aufgewendet, um die Bahnsteige anzuheben, die Pflasterung neu zu verlegen und einen Blindenleitstreifen einzubauen. Da das Bahnhofsensemble jedoch auch unter Denkmalschutz steht, wurde sowohl das Bahnsteigdach, die Fußgängertunnelabgänge als auch die originalen Natursteinbahnsteigkanten erhalten. Jedoch wurde der Teil des Bahnsteiges südwestlich des Tunnelzuganges entfernt, hier befand sich vor der Sanierung eine Bedarfs-Gleisüberquerung zwischen Bahnsteig 1 und 2/3.
Zukünftig soll das Gelände des ehemaligen Rangierbahnhofes noch aufgewertet werden. Die Streckenverbindung nach Thale wird vor allem in touristischer Hinsicht aufrechterhalten bleiben. Die Zukunft des Fußgängertunnel wird dabei überlegt. Für die Sanierung der Gebäude sind unterschiedliche Träger zuständig, da ein Teil der Gebäude und das Erdgeschoss des Empfangsgebäudes von der DB Station&Service AG verkauft wurden.

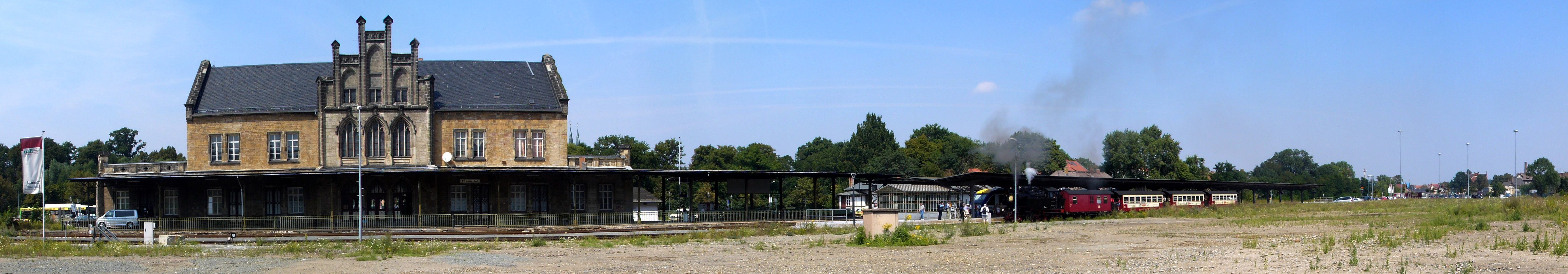
Rückseite des Bahnhofs, im Vordergrund das Gelände des ehemaligen Güterbahnhofes

Im Frühjahr 2009 wurde im Auftrag der Mitteldeutsche Baustoffe (MDB) GmbH (Sennewitz) das bereits stillgelegte und abgetrennte zweite Gleis zwischen dem Bahnübergang Magdeburger Straße und dem ehemaligen Anschluss Groß Orden saniert. Im Gebiet des ehemaligen Kohlebahnhofes wurde eine Bahnverladeanlage für Kies und Grauwacke gebaut. Hier werden die Güter vom zwei Kilometer entfernten Bode Kieswerk in Ditfurt und vom zwölf Kilometer entfernten Steinbruch bei Rieder vom LKW auf die Bahn verladen. Geplant war, nach der Wiederherstellung des Gleisanschlusses am 24. Juni 2009 und Neuverlegung von zwei Kilometer Gleisen ab Ende Juli 2009 den Betrieb wieder aufzunehmen, ein Probebetrieb konnte jedoch erst im Oktober 2009 starten, der Regelbetrieb begann am 12. Mai 2010. Es wird eine Jahrestonnage von etwa 200.000 t angestrebt. Dabei sollen bis zu 590 Meter lange Züge eingesetzt werden. Die dafür eingesetzte, 126 Tonnen schwere Diesellok (Bauart Voith Maxima 40 CC), wurde am 27. Mai 2011 auf den Namen Quedlinburg getauft.

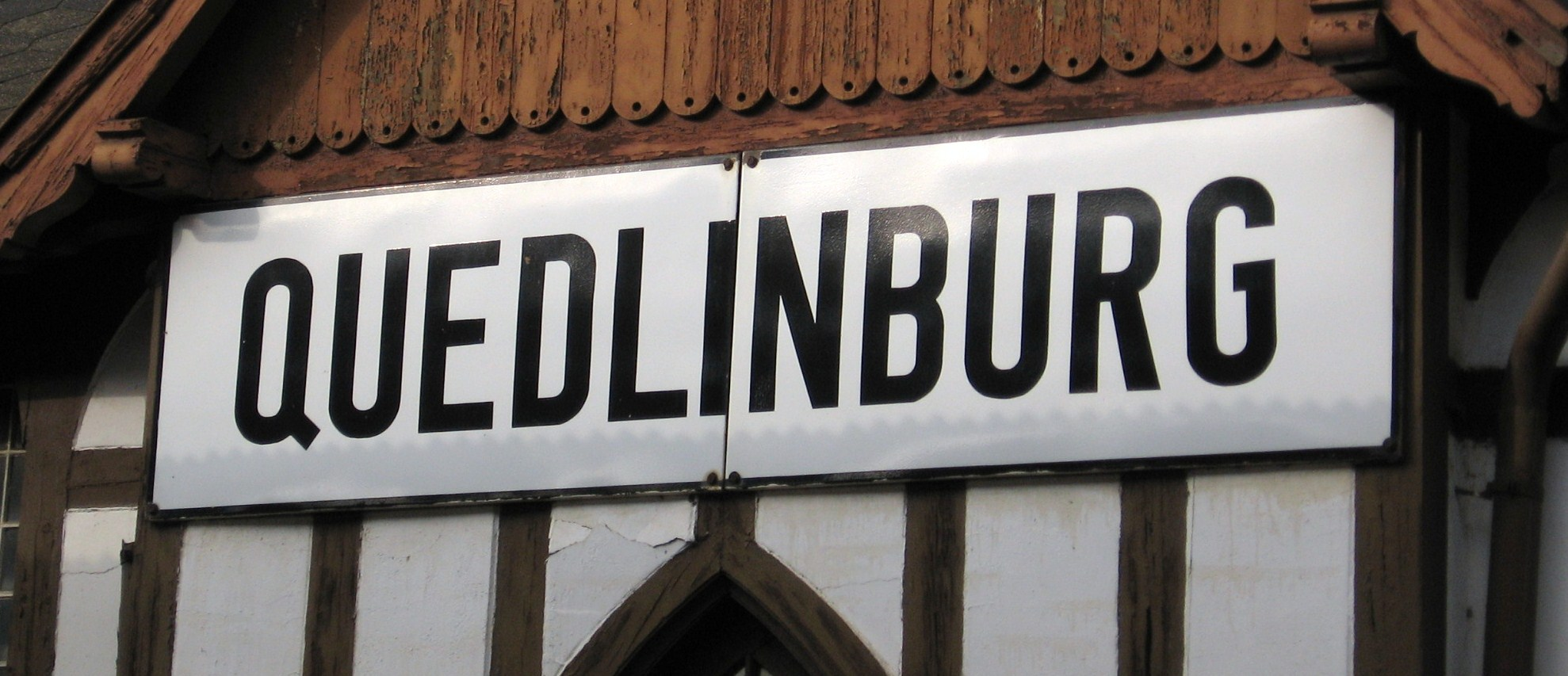
Bahnhofsschild aus Email am Bahnsteig 1

Seit dem 30. Mai 2011 ist die Bahnhofsmission in Halberstadt für die Betreuung des Bahnhofes in Quedlinburg mit zuständig.

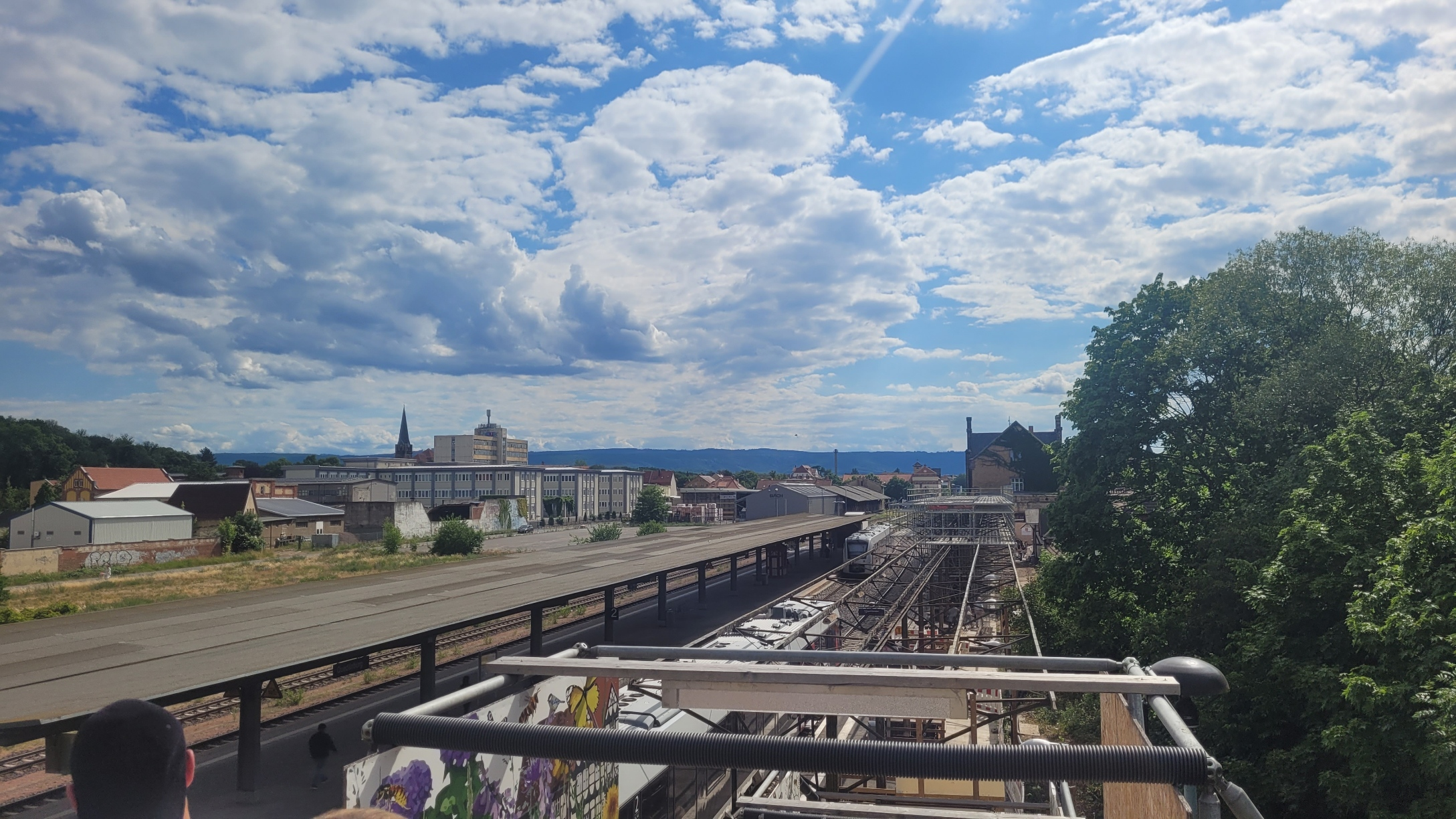
Blick auf den in Sanierung befindlichen Bahnhof Quedlinburg, 2022

Nachdem eine Sanierung des Bahnsteigs 1 samt Erneuerung der Unterführung mit Einbau von Fahrstühlen zunächst bis zum Jahre 2018 für rund 3 Millionen Euro geplant war, war Baustart im März 2020.
In diesem Zusammenhang soll der Bahnsteig 1 von einer derzeitigen Baulänge von 151 m (derzeitige Nutzlänge 138 m) auf eine Nutzlänge von 180 m verlängert werden. Begründet wird dies mit regelmäßigen Sonderfahrten. Bahnsteige sind ansonsten im Bereich Halberstadt–Thale mit einer Länge von 140 m vorgesehen. Zunächst war von einer Sanierung der Personenunterführung abgesehen worden, da mit dem barrierefreien Zugang zu Gleis 3 der Mittelbahnsteig erschlossen war. Der Neubau der Personenunterführung und die erstmalige Errichtung von Fahrstühlen auf dem Haus- und Mittelbahnsteig werden nun doch umgesetzt. Im Zuge der Sanierung wird der Bahnsteig 1 auch auf eine Höhe von 55 cm angehoben. Daraus resultierend ist eine Trennung zum Bereich des Bahnhofsgebäudes notwendig, da dieser nicht mit angehoben wird. Eine Rampe soll beide Bereiche miteinander verbinden. Das Bahnsteigdach wird saniert und in der bisherigen Ausführung aufgrund des Denkmalschutzes beibehalten. Eine Erweiterung im Zuge der Bahnsteigverlängerung ist nicht vorgesehen. 2018 erhielt Bahnsteig 1 zunächst eine Asphaltdecke, damit zum Fahrplanwechsel im Dezember 2018 auch die neuen Triebwagen von Abellio halten können. Die weiteren Bauarbeiten, bestehend aus dem Neubau des Bahnsteigtunnels, dem Einbau von Aufzügen sowie der Sanierung des Hausbahnsteigs mit Überdachung, sind nun zwischen Februar 2020 und Dezember 2022 vorgesehen, rund 3,5 Millionen Euro werden hierfür investiert.

## Architektur

### Gebäude
Der Bahnhof besitzt ein nahezu geschlossenes Ensemble aus der Gründungszeit. Es besteht aus einem unter Denkmalschutz stehenden neugotischen Empfangsgebäude von 1862, einem Lokschuppen von 1862, 1889/1892, einem Güterschuppen, einer der ältesten erhaltenen Drehscheiben in Deutschland von 1889, einem Eilgutschuppen und einem Aborthaus. Weiterhin beinhaltet es einen Wasserturm der Bauart Schäfer von 1907/1908. Ein Aufenthaltsgebäude stammt aus dem Jahr 1906, die Stellwerke von 1907/1908, ein Toilettenhäuschen von 1908, ein Fahrkartenschalterhaus von 1909 und ein Wasserkran aus der Zeit um 1955.
Das neogotische Empfangsgebäude ist im Inneren mit 1906 neugestalteten Glasmalereien versehen. Diese wurden von der Firma Müller hergestellt und stellen Ansichten des Schlossberges und des Rathauses dar. Der Bahnhof ist im Quedlinburger Denkmalverzeichnis eingetragen.

### Stellwerke

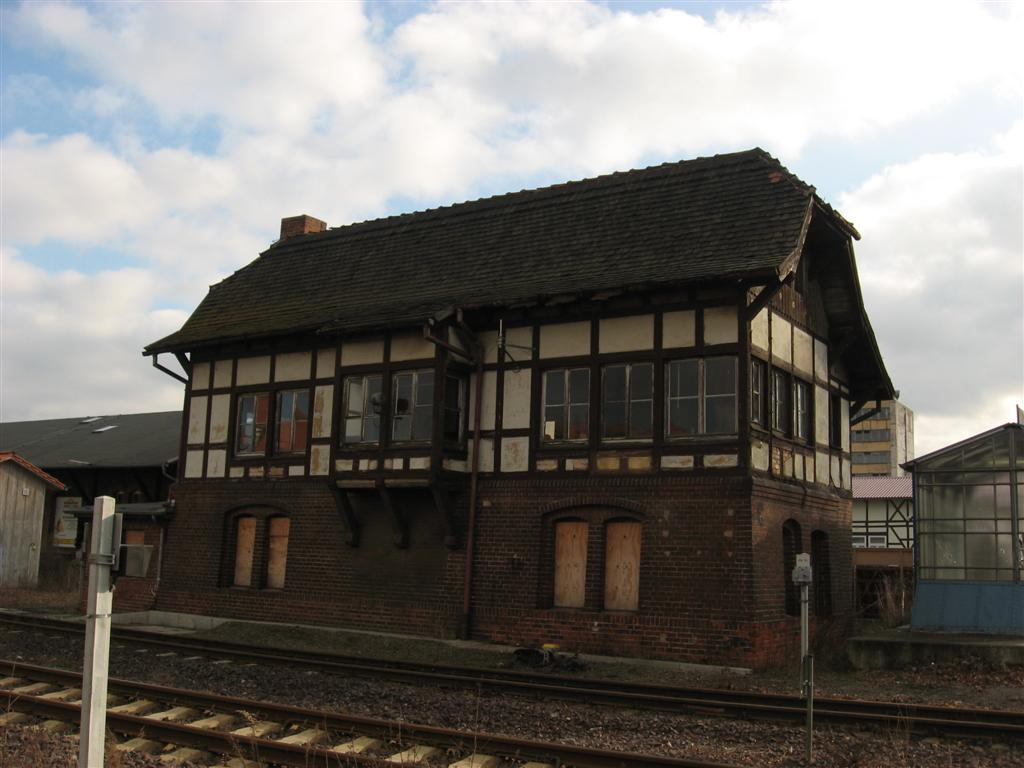
Ehemaliges Stellwerk Qmf

Im Bereich des Quedlinburger Bahnhofes gab es zwei Stellwerke: Qmf und Qo. Im 1908 gebauten Stellwerk Mitte (Qmf) saß der Fahrdienstleiter, das Stellwerk war mechanisch vom Typ Jüdel. Das Gebäude am Bahnübergang Stresemannstraße wurde im Zuge der Umbauarbeiten der HSB und den damit weggefallenen Schienenwegen im Jahr 2007 aufgegeben. Das Schild „Qmf“ wurde bereits entfernt. Alle Aufgaben wurden in Quedlinburg-Ost (Qo, am Bahnübergang Frachtstraße) gebündelt. Hier befand sich ein mechanisches Stellwerk vom Typ E/GS II. Das dritte im Bereich von Quedlinburg befindliche Stellwerk Quedlinburg-West war für den gleichnamigen Rangierbahnhof der Quäke zuständig. Mit der Aufgabe der Bahnstrecke Blankenburg–Quedlinburg und dem damit nicht mehr nutzbaren Bahnhof hatte Qw weniger Zuständigkeit. Zuletzt war es nur noch Schrankenwärterhäuschen für den Bahnübergang Gernröder Weg. Auch dieses wurde mit der Umspurung und der technischen Sicherung der Bahnübergänge aufgabenlos und ist heute außer Betrieb. Qw war früher ebenso wie Qmf mit dem mechanischen Werk Typ Jüdel ausgestattet.

### Bahnübergänge
Im Quedlinburger Stadtgebiet (nur Kernstadt Quedlinburg) befinden sich zehn niveaugleiche Bahnübergänge, wovon zwei ausschließlich landwirtschaftliche Wege betreffen. Ende des 20. Jahrhunderts wurden die Vollschrankenanlagen handbedient. Die Schrankenwärter waren dabei im Gernröder Weg, im Stellwerk Quedlinburg-Ost, -Mitte und -West sowie am Bahnübergang Magdeburger Straße tätig. Wurde zunächst der Bahnübergang in der Frachtstraße durch das Stellwerk Quedlinburg-Ost elektronisch bedient, folgte anschließend der BÜ Gernröder Weg und Neinstedter Feldweg. Im Zuge des Umbaus der Harzer Schmalspurbahnen 2005/2006 wurden die betroffenen Bahnübergänge auf automatische Anlagen mit Halbschranken umgebaut. Diese werden zusätzlich an die Ampelanlagen Gernröder Weg/Harzweg sowie Harzweg/Stresemannstraße angebunden. Dadurch werden die zuführenden Straßen zur Stresemannstraße zeitgleich und die im Gernröder Weg zeitversetzt unter Verkehrsflussmessung frei gehalten, damit es zu keinem Rückstau auf der Kreuzung kommen kann. Die Auslösung des Bahnübergangs Stresemannstraße erfolgte früher durch das direkt angrenzende Stellwerk Quedlinburg-Mitte (QmF). Ebenso wie der folgende BÜ in der Albert-Schweitzer-Straße wurden die Schrankenbäume durch Drahtzugseile gehoben und gesenkt. Heute sind die Bahnübergänge teils mehrfach gesteuert. So kann der im Bahnhofsbereich liegende BÜ in der Stresemannstraße sowohl durch das Stellwerk Quedlinburg-Ost als auch vollautomatisch bedient werden.
Notwendige Sanierungsarbeiten an den weiter nordöstlich gelegenen Bahnübergängen scheiterten lange Zeit an dem Willen und der Mitfinanzierung der Deutschen Bahn. So war beispielsweise die Magdeburger Straße (ehemals B6, heute Zubringer zur B6n) mit beidseitig angelegten Fuß- und Radwegen bis auf den Bereich des Bahnüberganges voll saniert. Durch die fehlende Sanierung kam es zum Umstand, dass Fußgänger und Radfahrer die Straße benutzen müssen, wobei nur auf der nördlichen Seite ein Trampelpfad existiert und Fußgänger die stark befahrene Straße queren müssen. Gleichzeitig war dies bis Ende 2013 der letzte noch von einem Schrankenwärter handbediente, vollbeschrankte Bahnübergang. Von diesem Schrankenwärterhäuschen wurde zuletzt die Vollschranke im Badeborner Weg elektronisch bedient.
Die Bahnübergänge Magdeburger Straße, Badeborner Weg und Frachtstraße sollten im Frühjahr/Sommer 2013 im Rahmen des Blinklichtprogramms neu gestaltet werden. Eine Umsetzung des Planes erfolgte erst Ende 2013. Hierbei wurden die nordöstlich vom Bahnhof gelegenen Bahnübergänge mit automatischen Halbschranken mit Lichtzeichen versehen. Dafür musste das letzte Schrankenwärterhäuschen in der Magdeburger Straße abgerissen werden. Die letzten Vollschranken mit Blinklicht wurden im November 2021 durch eine moderne Wechsellichtanlage ersetzt.
Besonderheit ist der noch am Bahnübergang Stresemannstraße funktionsfähige Personentunnel.

### Erweiterungen und Umbauten
1992 wurde der Bahnhofsvorplatz grundlegend umgebaut. Nachdem die Ampelkreuzung  dem gewachsenen Individualverkehr nicht mehr standhielt, wurde zunächst gegen den Protest der Einwohner der erste Kreisverkehr in Quedlinburg gebaut. Damit war die Umgestaltung des Busbahnhofes verbunden, welcher eine Zufahrt über den Harzweg und eine eigene Ausfahrt im Kreisverkehr erhielt. Dabei entstanden sieben Bushaltestellen mit barrierefreiem Zugang. Zwei weitere Haltestellen befinden sich entlang der Bahnhofsstraße.

## Nutzung

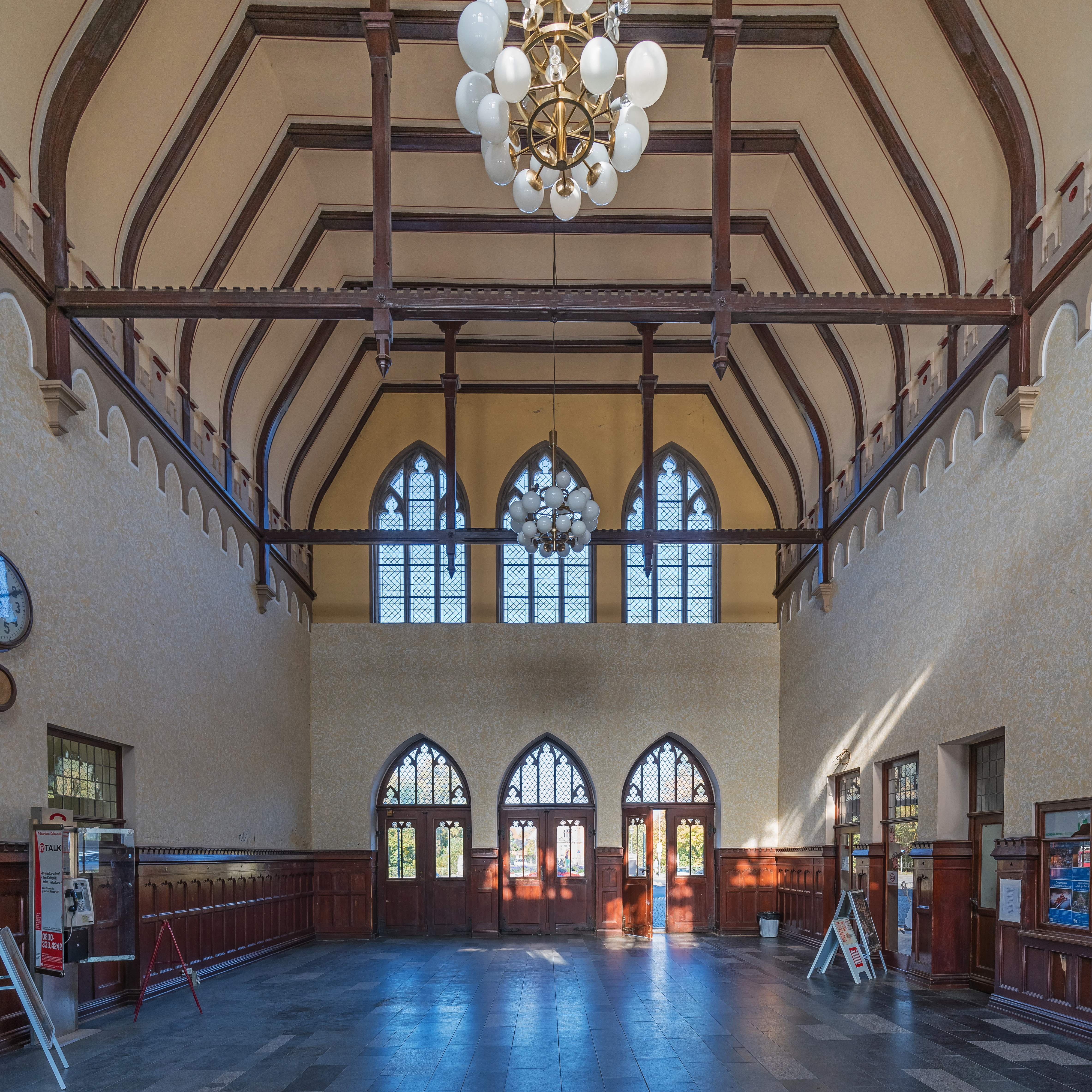
Innenansicht der Empfangshalle

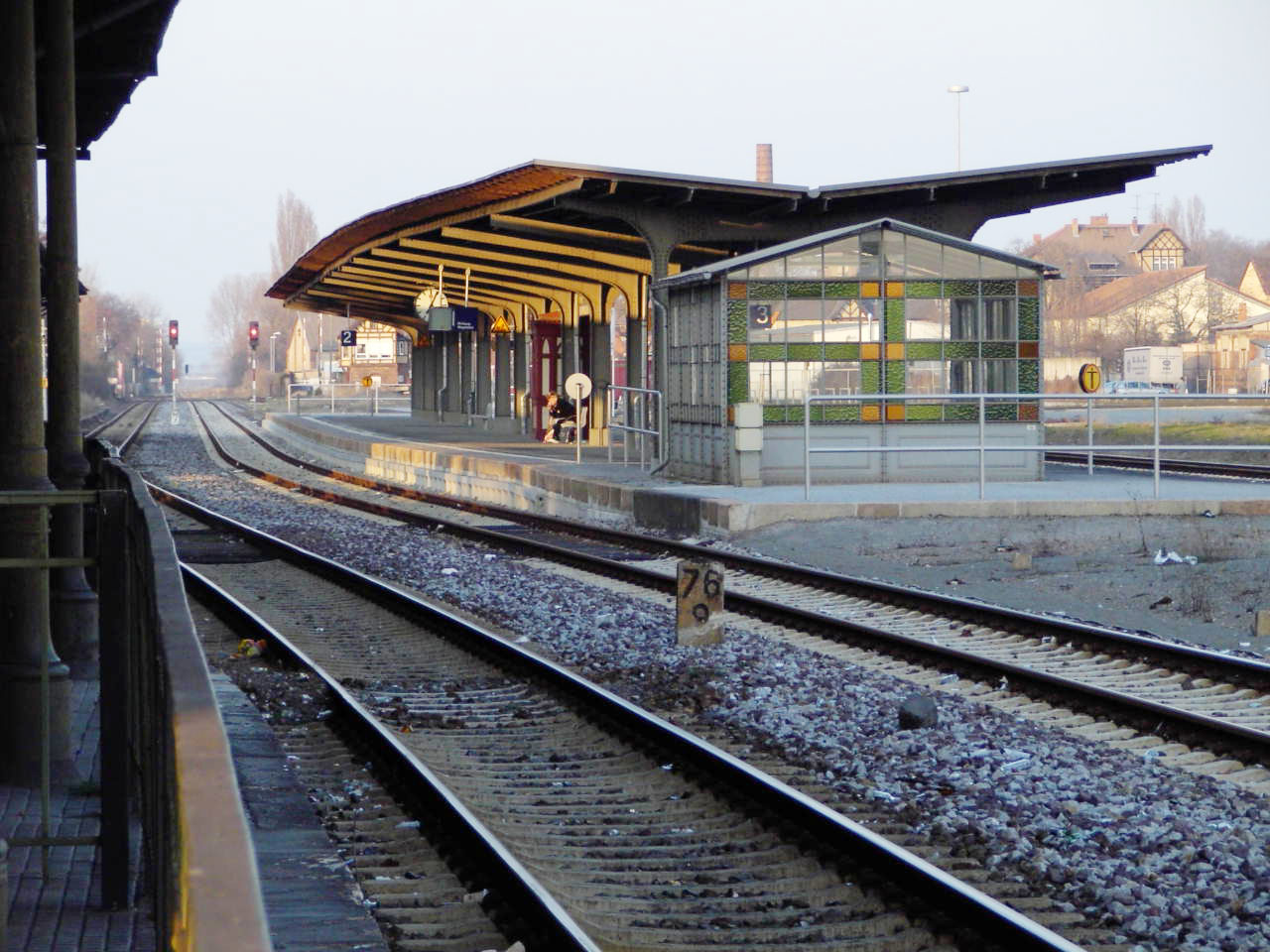
Blick auf Bahnsteig 2 und 3, 2009

### Empfangsgebäude
Die Halle des Empfangsgebäudes bot früher zahlreichen Schaltern, Fahrplänen, kleineren Geschäften, später der Mitropa-Gaststätte, einem Bahnhofsfriseur, einem Zeitungskiosk sowie Fahrscheinautomaten Platz. Nachdem sich die Deutsche Bahn aus dem Fahrkartenverkauf zurückzog, übernahm die Q-Bus Nahverkehrsgesellschaft einen Schalter und verkauft seitdem als Servicestelle Fahrkarten für die Deutsche Bahn, die Züge der Harzer Schmalspurbahnen sowie die Busse der Q-Bus und der Verkehrsgesellschaft Südharz (ausschließlich für Busse vom Landkreis Harz in den Salzlandkreis).

### Unternehmen
Industriebetriebe sind seit dem Wegbruch vieler Betriebe nicht mehr im Bereich des Bahnhofs tätig. Ein Baustoffunternehmen hat sich am östlichen Ende niedergelassen. Des Weiteren gibt es in einem anderen Teil des Empfangsgebäudes eine Spielothek und am Taxistand einen Imbiss. Ein weiterer Imbiss am Busbahnhof wurde nach mehreren Bränden abgerissen.

### Kunst im Areal B
In mehreren ehemaligen Bahngebäuden befinden sich heute Ateliers. Ein stillliegendes Gütergleis wurde im Rahmen von Kunstprojekten als Draisinenstrecke genutzt. Anliegen des Areal B (Areal Bahnhof) ist es, das Gelände vor allem nach dem Rückbau vieler Gleisanlagen zu erhalten und optisch zu verschönern. Mehrere Skulpturen und Installationen entstanden, von denen jedoch der größte Teil im Zuge der Herrichtung des Parkplatzes der Harzer Schmalspurbahnen wieder entfernt werden mussten.
Durch den Inhaber eines Hotels am Bahnhof wurde am 16. September 1993 die 1942 gebaute Dampflok 52 8147-2 (52 2642)  auf dem Hotelvorplatz direkt am Bahnhofsgelände als Denkmal aufgestellt. Aufgrund größerer Rostschäden und dem Inhaberwechsel des Hotels wurde die Lok im Juni 2006 versteigert. Den Zuschlag erhielt die Ostertalbahn, die mit Teilen der zerlegten Lokomotive ihre eigenen aufbesserten.

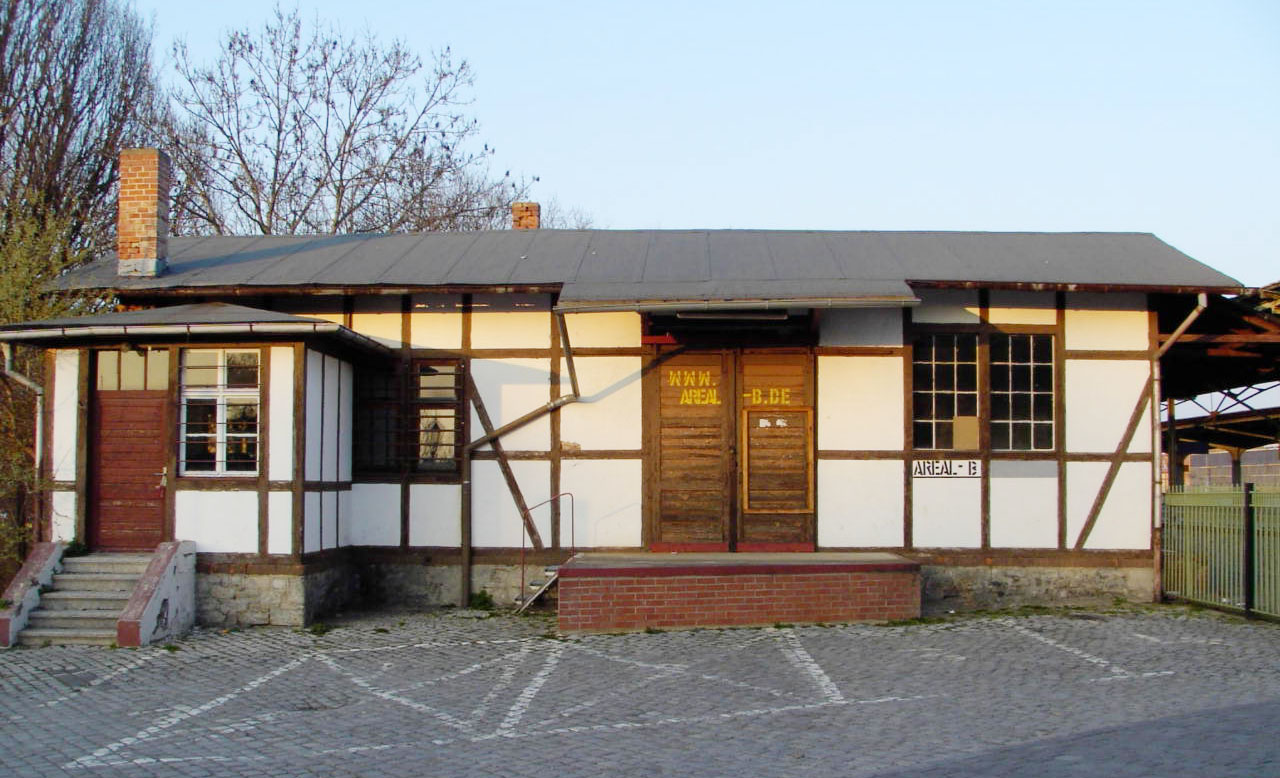
Das Gebäude von Areal B
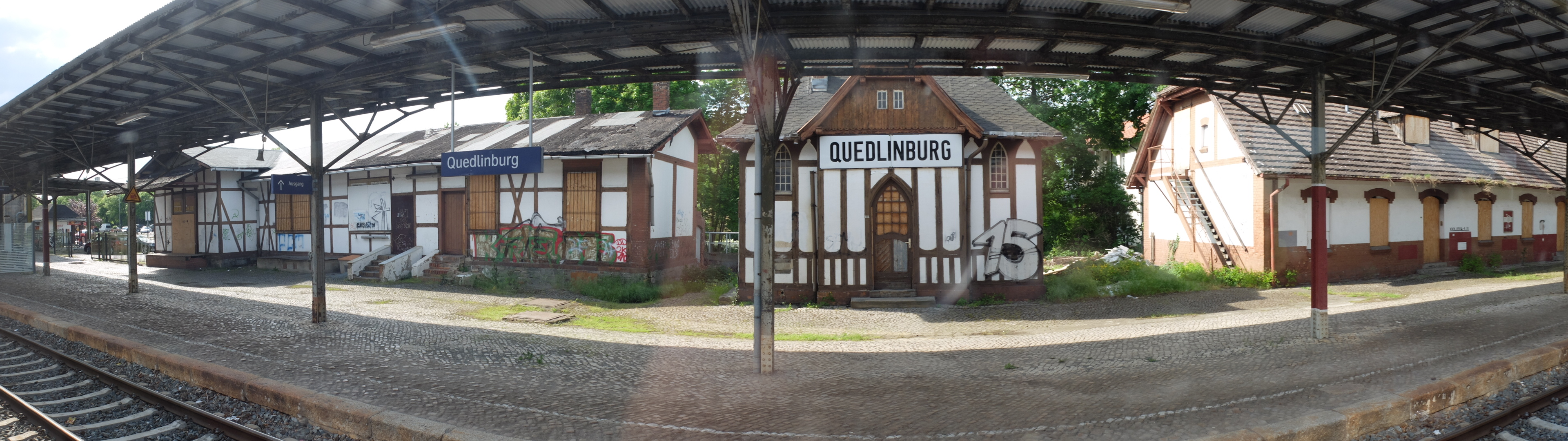
Gebäude von Areal B, Hinterseite

## Verkehrsanbindung

Verkehrsbeziehung des Bahnhofs Quedlinburg

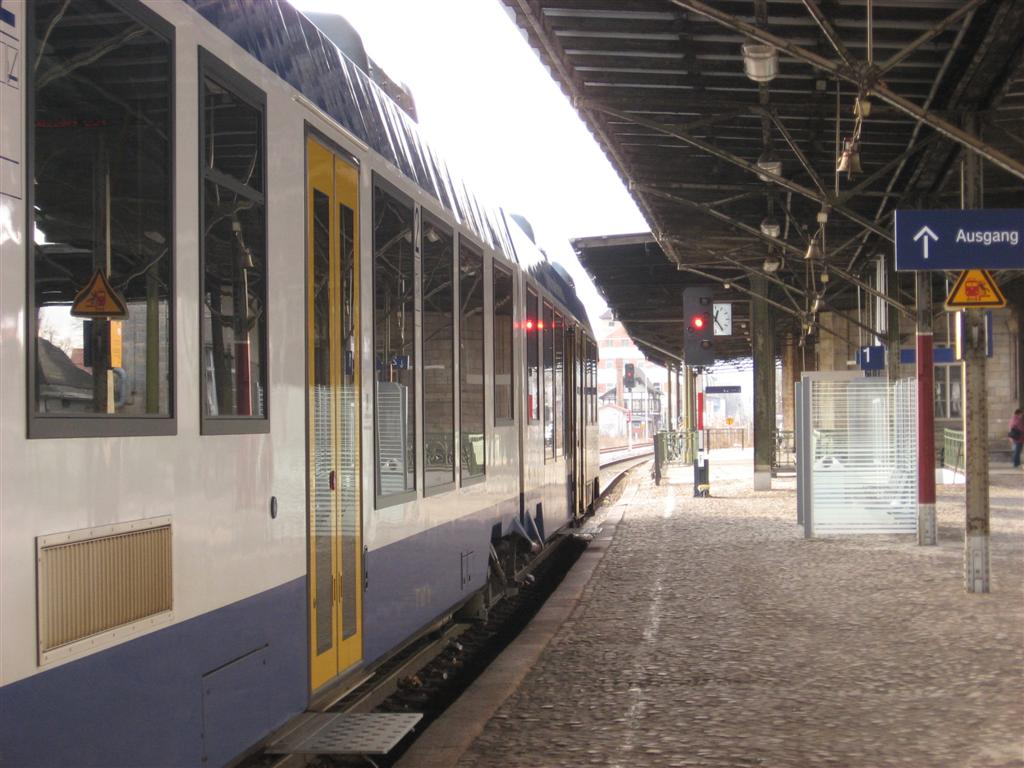
Der Harz-Elbe-Express am Bahnsteig 1, in Fahrtrichtung Thale auf den Gegenzug wartend

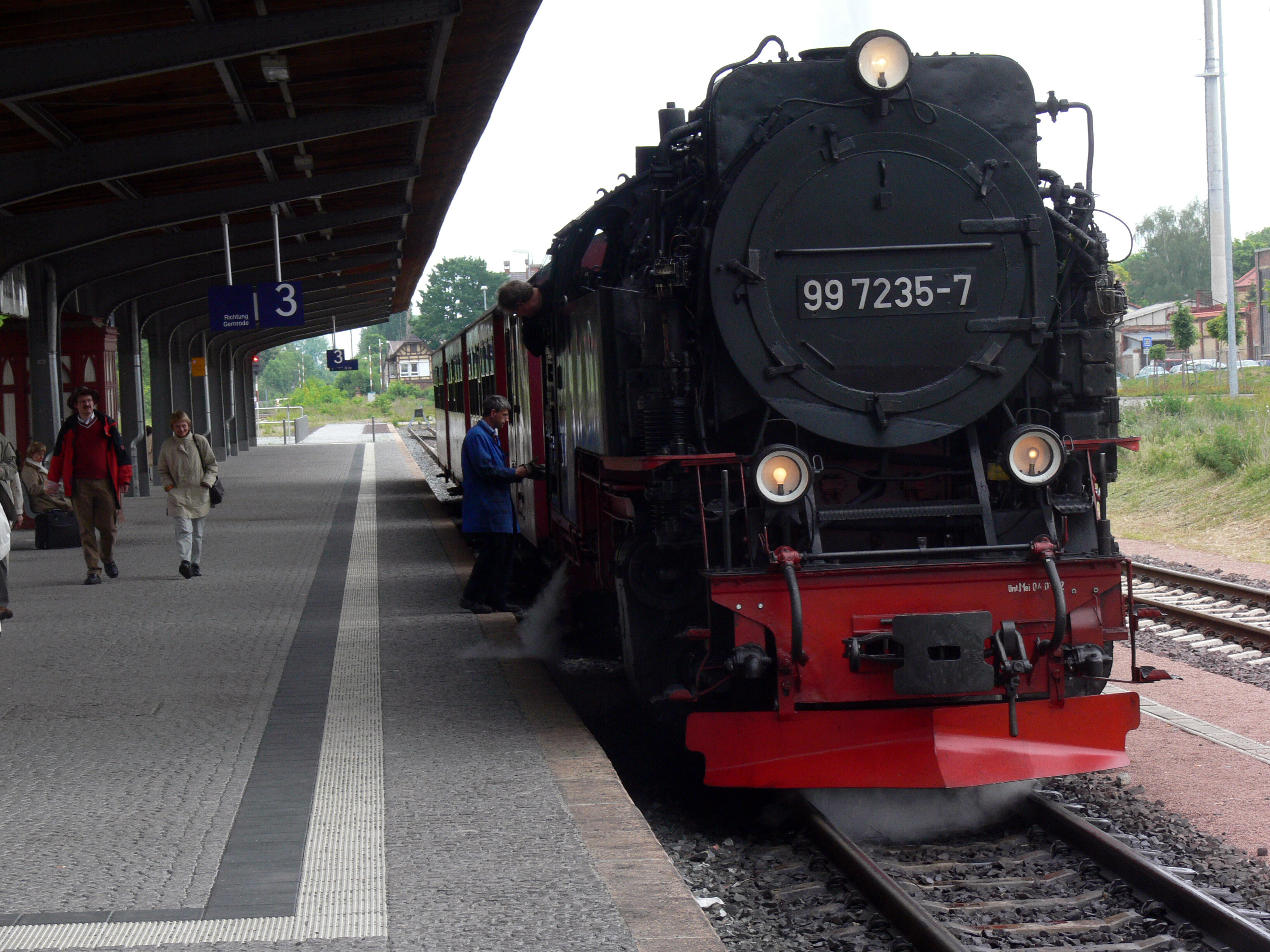
Zug der Selketalbahn am modernisierten Bahnsteig 3

### Zug

#### Einordnung
Quedlinburg gehört zum Nordharznetz und dient als Nahverkehrssystemhalt. Ohne Umstieg können die nächsten größeren Bahnhöfe in Halberstadt und in der Landeshauptstadt Magdeburg erreicht werden. Über Magdeburg oder mit einem Umstieg sind die Bahnhöfe in Halle (Saale) und Hannover und damit Fernverkehrslinien erreichbar. Seit dem 30. Mai 1999 gibt es das 3-Knotenmodell Harz, wodurch in den drei Orten Quedlinburg, Halberstadt und Wernigerode durch einen vertakteten Fahrplan günstige Umsteigebeziehungen zwischen den Zügen und zum Busnetz möglich sind. Eine Verlegung des Knotens von Quedlinburg nach Thale, wie es noch 2005 angedacht war, wurde aufgrund der Umsteigebeziehung zur Harzer Schmalspurbahnen (HSB) mittlerweile verworfen. Im Schienenpersonenverkehr nutzen 1.000 bis 2.000 Menschen (Stand: 2005) den Bahnhof Quedlinburg.

#### Magdeburg–Thale
Die Strecke Magdeburg–Thale besteht aus heutiger Sicht aus insgesamt drei Teilstrecken, die historisch in zwei Abschnitten realisiert wurden: während der Teil Magdeburg–Halberstadt am 15. Juli 1843 eröffnet wurde, folgte die Verlängerung bis nach Thale erst 1862. Die Höchstgeschwindigkeit auf der Strecke beträgt abschnittsweise 100 km/h und soll in den nächsten Jahren auf 120 km/h erhöht werden.
Der Verkehr auf der Linie Magdeburg–Thale wurde vom 11. Dezember 2005 bis zum 8. Dezember 2018 von Transdev Sachsen-Anhalt unter der Marke HEX (Harz-Elbe-Express) betrieben. Zum Einsatz kamen vorwiegend LINT-41-Triebwagen. Der Fahrplan 2009/2010 enthielt stündlich von Stunde 5 bis Stunde 22 sowie nach Mitternacht eine Verbindung in Richtung Thale Hauptbahnhof sowie von Stunde 5 bis Stunde 21 eine Verbindung nach Magdeburg Hauptbahnhof. Ab Dezember 2018 übernahm Abellio Rail Mitteldeutschland den Betrieb im bisherigen Umfang im sogenannten Dieselnetz Sachsen-Anhalt.
Während die Auslastung der Züge im Bereich Thale–Quedlinburg in den Jahren von 1998 bis 2005 um 5 bis 15 Prozent sank, blieb diese auf dem Abschnitt Quedlinburg–Halberstadt etwa gleich.
Der Harz-Berlin-Express (Berlin Ostbahnhof – Potsdam – Magdeburg  – Thale) bietet seit Dezember 2005 eine durchgehende Verbindung für Ausflügler aus dem Berliner Raum am Wochenende. Samstag und Sonntag morgen sowie Sonntag abends fahren Züge von Berlin Ostbahnhof über Halberstadt (hier Zugtrennung mit dem Zugteil in Richtung Ilsenburg und Vienenburg) nach Thale Hbf. Freitag, Samstag und Sonntag Abend wird in Richtung Berlin gefahren. Zwischen dem Harz und Magdeburg verkehren die Züge auf Bestellung des Landes Sachsen-Anhalt, weiter in Richtung Berlin als eigenwirtschaftliches Angebot. Von 1997 bis 2005 betrieb DB Regio am Wochenende einen Ausflugszug zwischen Berlin und dem Harz, der seit 2002 Quedlinburg anfuhr.
Seit Juli 2009 wird durch die neugebaute Verladestation im Quedlinburger Gewerbegebiet Magdeburger Straße Grauwacke aus Rieder und Kies aus dem Kiessee in Ditfurt auf Güterwaggons verladen. Dazu baute die Mitteldeutsche Baustoffe GmbH parallel zur Hauptstrecke etwa 2000 Meter Gleise neu und um, damit bis zu 590 Meter lange Züge abgefertigt werden können.

#### Der Balkan
Der Balkan war ein Spitzname für die Bahnstrecke Frose–Quedlinburg, die 1868 von Frose bis Ballenstedt und 1885 bis Quedlinburg eröffnet wurde. Die Strecke wurde durch die Linie Quedlinburg–Aschersleben (ehem. KBS 332) genutzt. Zuletzt fuhren auf dieser Nebenstrecke die sogenannten Ferkeltaxen. Um die Attraktivität zu steigern wurde im Jahr 2001 der Fahrplan umgestellt, so verkehrten die Züge zwischen Quedlinburg und Ballenstedt im Stundentakt sowie zwischen Ballenstedt und Aschersleben im Zweistundentakt. Im Jahre 2003 wurde ein Stellwerksbrand in Ballenstedt Ost zum Anlass genommen, den Betrieb zunächst zwischen Gernrode und Ermsleben einzustellen, am 13. Dezember 2003 folgte Ermsleben bis Frose und schließlich fuhr am 31. Januar 2004 auch der letzte Zug von Quedlinburg nach Gernrode. Die Bedienung wird durch den PlusBus 240 (Quedlinburg–Ballenstedt–Aschersleben) sichergestellt.

#### Die Selketalbahn
Bereits vor Einstellung des Verkehrs auf der Strecke nach Frose gab es Pläne, die in Gernrode beginnende schmalspurige Selketalbahn bis Quedlinburg zu verlängern, um deren Attraktivität zu steigern. Ursprünglich sollte der Anschluss mittels eines Dreischienengleises hergestellt werden. Nach Stilllegung der regelspurigen Strecke wurden diese Pläne verworfen und der Teilabschnitt Gernrode–Quedlinburg auf Meterspur umgespurt. Aufgrund des gut erhaltenen Bahndammes belief sich die Bauzeit auf nur knapp ein Jahr, wobei fast alle Bahnübergänge modernisiert oder durch Automatik-Systeme ersetzt wurden. Der Bahnsteig 3 ist seitdem Halt der Selketalbahn, die neben einem Umfahrgleis zum Umsetzen der Dampfloks ein Abstellgleis hat. Zudem wurde am Ende des Bahnsteigs ein Wasserkran neu installiert. Von Quedlinburg aus gibt es mehrmals täglich Zugfahrten über Gernrode bis Eisfelder Talmühle, davon zwei Fahrten täglich unter Dampf. Sonderfahrten führen mehrmals direkt bis zum Brocken. Das Fahrgastaufkommen der Selketalbahn hat sich durch die Verlängerung nach Quedlinburg um 20 Prozent erhöht.

#### Die Quäke

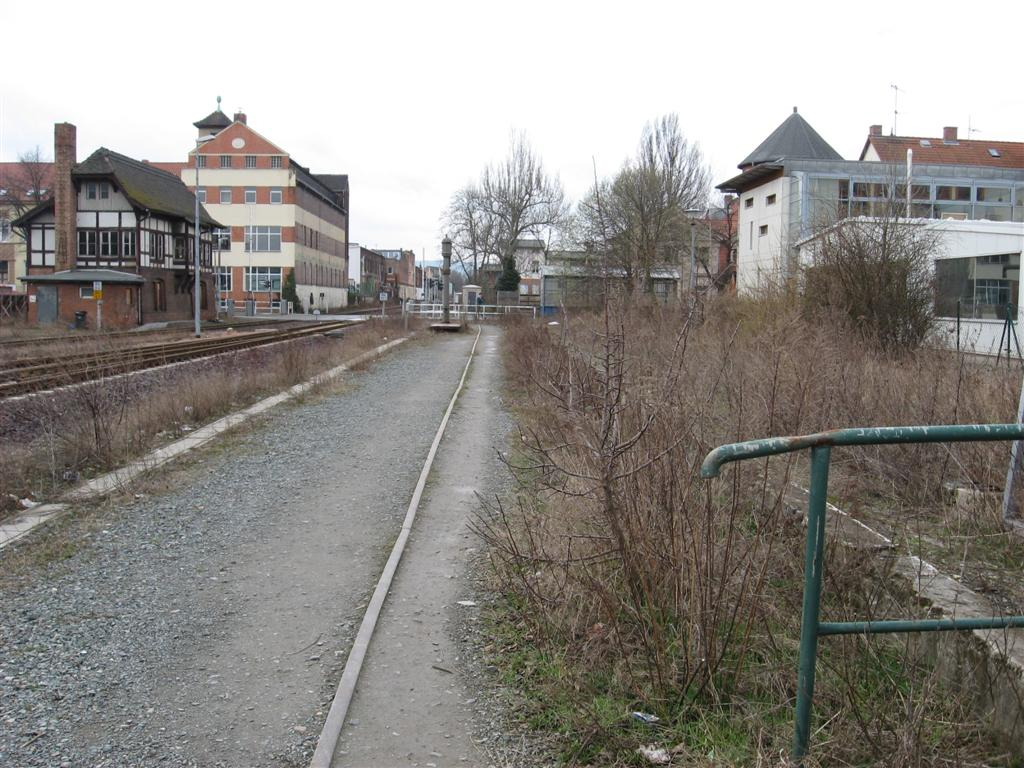
Vom Bahnsteig 1 West der ehemaligen Quäke ist heute nichts mehr zu erkennen, links daneben Gleise der normalspurigen Strecke

Über die ehemalige Nebenbahn von Blankenburg über Timmenrode nach Quedlinburg mit der Stichstrecke von Timmenrode nach Thale Bodetal (eröffnet 1907/1908) wurde im Personenverkehr nur von April 1908 bis Juni 1969 der Bahnhof Quedlinburg angefahren. Für die sogenannte Quäke gab es neben dem Rangierbahnhof Quedlinburg-West noch die Haltepunkte Dippenword und Maaßmühle. Dass die von der Halberstadt-Blankenburger Eisenbahn erbaute Strecke ursprünglich nicht vorgesehen war, ist daran zu erkennen, dass in Quedlinburg ein weiterer Bahnsteig errichtet werden musste. Bahnsteig 1 West wurde versetzt hinter dem Bahnhofsgebäude angelegt, für das Streckenende war ein Umsetzgleis nötig, ebenso wie ein Wasserkran kurz vor dem Bahnübergang Stresemannstraße. Dieser ist als einziger Zeuge heute noch sichtbar. Teile der Strecke wurden stillgelegt, da sie durch eine übermäßige Belastung mit Güterzüge aus Rübeland während der Streckensperrung Blankenburg–Halberstadt stark beschädigt worden sind. Ab 1975 wurde zwischen Thale und Weddersleben die Gleise abgerissen, im Bereich Quedlinburg wurde durch die Waggonfabrik (RAW) noch bis 1993 Güterverkehr betrieben. In den Jahren von 2003 bis 2005 wurden die Gleise in Quedlinburg zurückgebaut. Im Bereich des Bahnhofes verschwanden die letzten Gleisreste mit dem Umbau durch die Harzer Schmalspurbahnen im Jahr 2005. Einzelne Gleisanschlüsse finden sich gegenwärtig noch am Bahnübergang Albert-Schweitzer-Straße.

### Regionalverkehr
Im Fahrplanjahr 2022 wird Quedlinburg von folgenden Linien bedient:
| Linie | Linienverlauf                                                                   | Takt            |
| ----- | ------------------------------------------------------------------------------- | --------------- |
| RE 11 | Thale – Quedlinburg – Halberstadt – Oschersleben – Magdeburg                    | 060             |
| HBX   | Thale – Quedlinburg – Halberstadt – Oschersleben – Magdeburg – Potsdam – Berlin | Fr–So           |
| HSB   | Quedlinburg – Bad Suderode – Gernrode – Alexisbad – Stiege – Eisfelder Talmühle | 7 Fahrten tägl. |

### Bus
Südwestlich des Bahnhofs befindet sich direkt der Busbahnhof, von dem im laufenden Fahrplan 12 Regionalbuslinien der Harzer Verkehrsbetriebe verkehren. Im Stundentakt verkehren jeweils Plusbusse nach Wernigerode über Blankenburg (Linie 230) und nach Aschersleben über Ballenstedt (Linie 240). Weitere Ziele sind Halberstadt (Linie 233), Heteborn über Hedersleben (Linie 235), Opperode über Flugplatz Ballenstedt (Linie 241), Wippra über Harzgerode (Linie 242), Thale (Linie 251, 252, 253) und Stolberg über Güntersberge (Linie 255). Durch die Kreisverkehrsgesellschaft Salzland (KVG) gibt es noch Anbindung aus Aschersleben über Hoym mit dem TaktBus (Linie 140). Die Stadtlinie Quedlinburg (Linie 206) fährt fünfmal täglich von Montag bis Freitag. Die HVB ist in der Verkehrs- und Tarifgemeinschaft Ostharz.
FlixBus fährt Quedlinburg auf den Linien 051 (Berlin–Düsseldorf) und 129 (Hamburg–München) mehrmals täglich an.

### Individualverkehr
Für die individuelle An- und Abreise gibt es sowohl einen Kurzzeitparkplatz am Bahnhofsplatz, als auch seit 2006 einen gebührenpflichtigen Park-and-ride-Parkplatz auf dem Gelände des ehemaligen Güterbahnhofes. Dort stehen Busparkplätze zur Verfügung. Der zentrale Taxisammelpunkt der Stadt befindet sich auf dem Bahnhofsplatz. Bike-and-ride-Plätze sind in ausreichender Zahl sowohl am Bahnsteig 1 als auf dem Parkplatz der Harzer Schmalspurbahnen (HSB) vorhanden.
Der Bahnhof ist über den Quedlinburger Stadtring zu erreichen, ohne die Altstadt durchqueren zu müssen. Die beiden Abfahrten zur Autobahn A 36 (früher Schnellstraße B 6n) sind in vier Kilometer Entfernung gelegen. Die Bundesstraße B 79 ist drei Kilometer vom Bahnhof entfernt.

## Weitere Quedlinburger Bahnhöfe und Werke

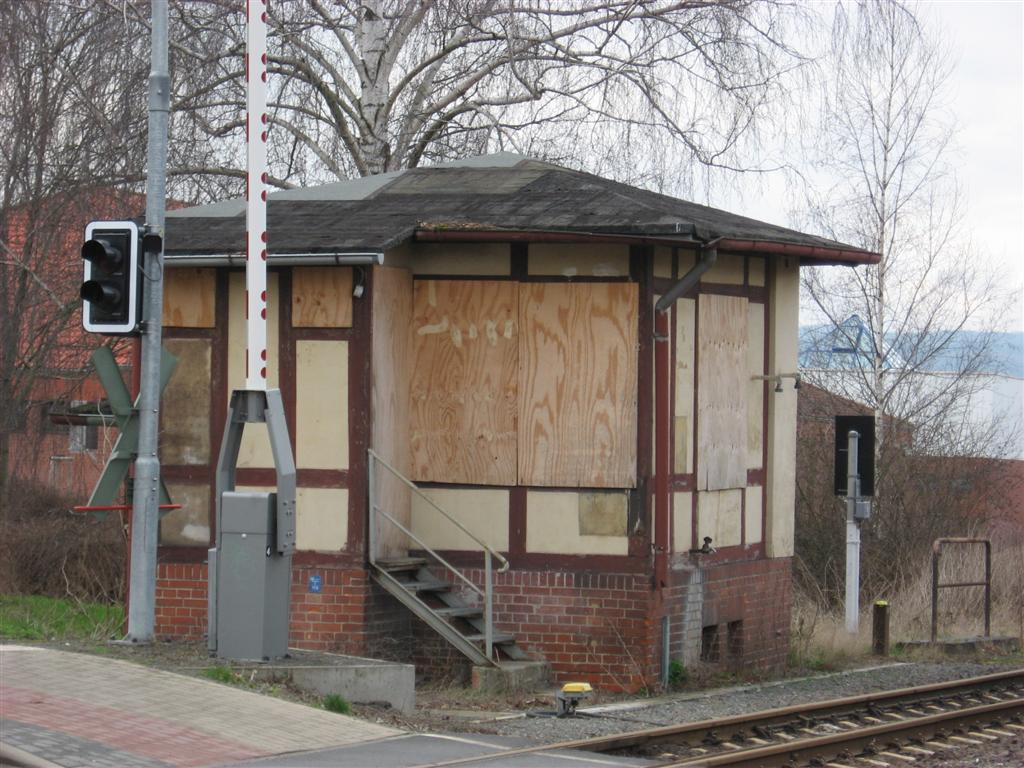
Ehemaliges Stellwerk Quedlinburg-West

### Quedlinburg-West
Ab 1907 als Güterbahnhof gebaut, diente Quedlinburg-West nach dem Zweiten Weltkrieg kurze Zeit als Personenhaltepunkt. Er war mit einem Haupt- (Gleis der Quäke) und fünf Nebengleisen, einer Drehscheibe, Wasserkran und Lokomotivschuppen ausgestattet. Nachdem Anfang der 1950er Jahre der Rangierbahnhof zum „Hauptbahnhof“ Quedlinburg verlegt wurde, wurden die Abstellgleise bis 2003 für die Waggonfabrik genutzt. Nach deren Auflösung wurden die Gleise abgebaut.

### Dippenword
Der Haltepunkt Dippenword lag an der Quäke. Der Name leitet sich vermutlich vom Familiennamen Dippe ab, die in diesem Gelände eine Obstplantage besaßen. Der Haltepunkt war beliebt für Ausflügler zur Altenburg.

### Maaßmühle
Auch der Haltepunkt Maaßmühle, an der Quäke gelegen, entstand erst einige Jahre nach Eröffnung des Streckenabschnittes. Namensgeber war der direkt am Haltepunkt gelegene Kornspeicher und die Ölmühle der Firma Bienert.

### Quedlinburg-Quarmbeck
Der Haltepunkt, direkt an der Landesstraße 239 (Quedlinburg–Bad Suderode) an der Strecke Frose–Quedlinburg gelegen, wurde am 2. Oktober 1936 unter der Bezeichnung Römergraben für den nahegelegenen Flugplatz in Quarmbeck in Betrieb genommen. Heute findet sich auf dem Bahnsteig noch ein altes Wartehäuschen. Der Haltepunkt (Bedarfshalt der Selketalbahn) ist nicht über einen Fußweg an die Siedlung Quarmbeck angebunden, so dass Fußgänger etwa 450 Meter die Straße nutzen müssen.

### Quedlinburger Waggonfabrik
Die im Jahr 1927 gegründete Quedlinburger Waggonfabrik lag südlich der Bode und westlich der ehemaligen Schäferwiese. Sie besaß am Streckenkilometer 16,20 einen Anschluss an die Quäke. Hier wurden vor allem Kessel- und Säuretopfwagen ausgebessert, seltener andere Güterwaggons und bis in die 1960er Jahre auch Personenwagen. Von 1963 bis 1964 wurden in Quedlinburg über 300 Säuretopfwagen hergestellt. Als eigenständiger Betrieb besaß das Werk etwa 60 Mitarbeiter. Erst 1971 wurde der Betrieb dem Reichsbahnausbesserungswerk „Einheit“ Leipzig zugeordnet. Für den Rangierdienst vor Ort gab es keine eigenen Loks, so dass diese angefordert werden mussten. Hier wurden bis 1972 Dampf- und Dieselloks eingesetzt, danach kam bis 1988 eine Kö II und bis zur Werkschließung am 31. Dezember 1993 eine V 60 zum Einsatz. Nach der Einstellung des Personenverkehrs auf der Quäke wurde auch das Gleis 1 West des (Haupt-)Bahnhofes als Abstellgleis genutzt.  Aber auch Teile der Strecke bis nach Weddersleben dienten als Rangierbereich. Nach der Stilllegung Ende 1993 wurden die Gebäude zum Verkauf angeboten. Aufgrund ihres desolaten Zustandes – am 6. April 2004 waren Teile des Daches eingestürzt – wurden sie Anfang 2005 abgerissen.
Infolge der Aufstände des 17. Juni 1953 legten am 18. Juni 1953 die Mitarbeiter der Waggonfabrik ihre Arbeit nieder, worauf 22 Personen festgenommen wurden.

## Sonstiges
Die Bahnhöfe in Thale und Quedlinburg spielten im Roman Cécile von Theodor Fontane eine Rolle:

„… fuhr man jetzt auf Quedlinburg zu, hinter dessen Abteikirche der Brocken bereits aufragte. Das Land, das man passierte, wurde mehr und mehr ein Gartenland, und wie sonst Kornstreifen sich über den Ackergrund ziehen, zogen sich hier Blumenbeete durch die weite Gemarkung. […] ‚Sieh nur‘, sagte der ältere. ‚Die beiden Türme da. Der nächste, das muß der Quedlinburger sein, das ist klar, das kann ’ne alte Frau mit ’m Stock fühlen.‘“

Der Quedlinburger Bahnhof war Drehort in folgenden Filmen:
- Die Abenteuer des Werner Holt, DEFA, 1965, Regie: Joachim Kunert
- Wenn Weihnachten wahr wird, Janus Filmproduktion GmbH, 2003, Regie: Sherry Hormann